# Equedemo

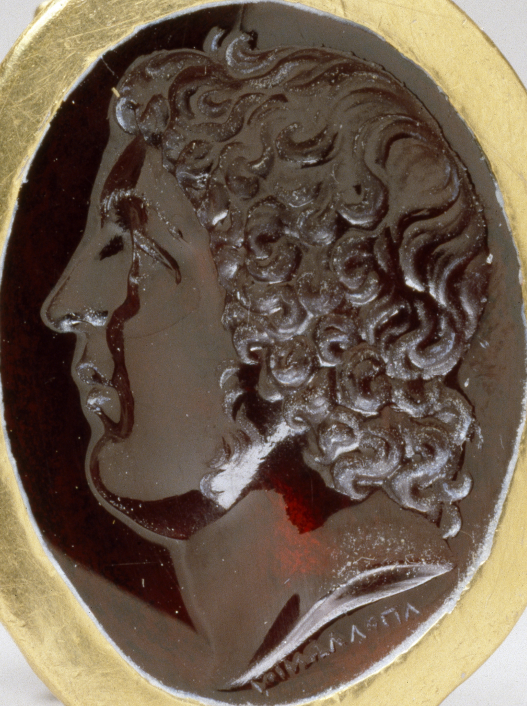
Retrato en huecograbado sobre un anillo, posiblemente de Equedemo (circa 220 a. C.).

Equedemo o Echedemos (en griego: Ἐχέδημος  ; Fl. 190 a. C.) fue un estadista griego de la antigua Atenas.

## Biografía

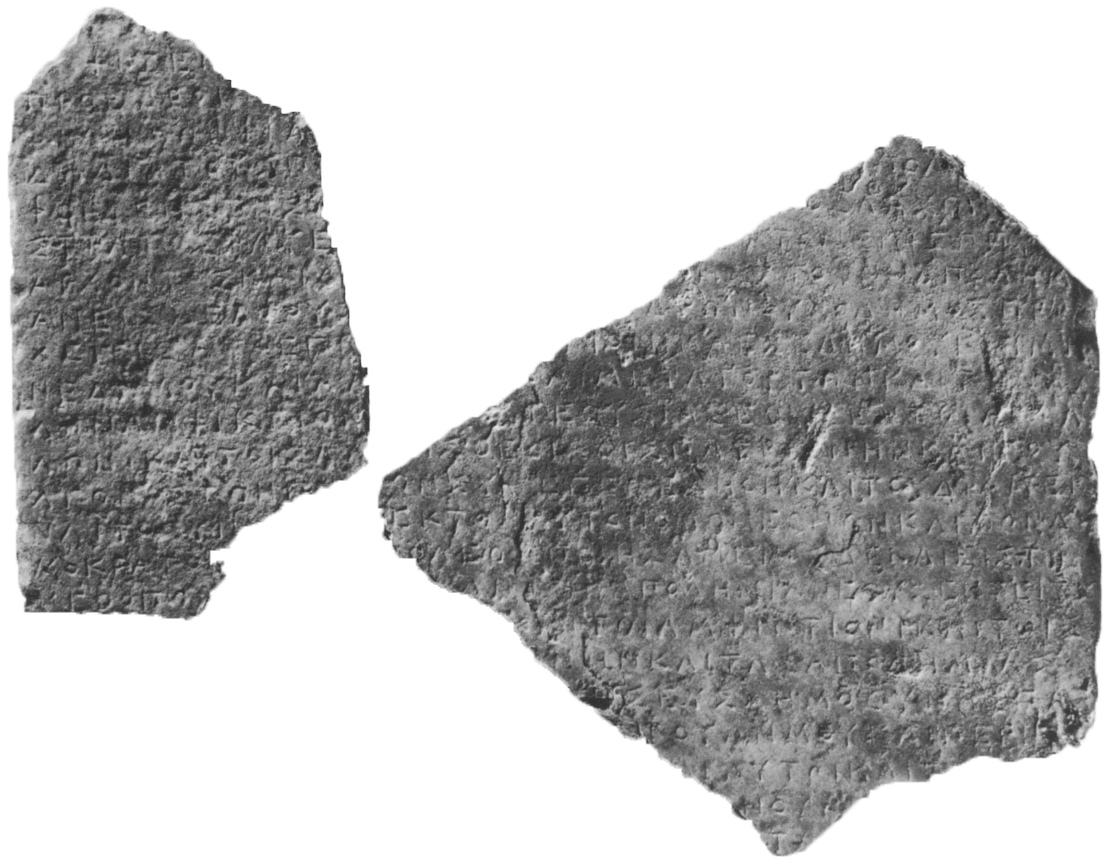
Esta inscripción fragmentaria del Ágora menciona el papel de Equedemo en la reorganización de la Anfictionía de Delfos.

Equedemo, hijo de Mnesitheos, Cidateneo, era miembro de una importante familia que formaba parte de la aristocracia ateniense.
Tuvo al menos dos hijos, Mnesitheos y Arketos, nacidos alrededor del 200 a. C. o un poco más tarde.
En el 190 a. C., Equedemo era el jefe de la embajada ateniense que negoció una tregua entre la República romana y la Liga de Etolia.
En el 185/184 a. C. jugó un papel importante en la reorganización de la Liga Anfictiónica de Delfos.
Se cree que en el año 170/169 a. C. fue el maestro de la moneda de la ciudad.

## Embajada
Equedemo era el líder de la embajada ateniense (princeps legationis eorum) que medió en un conflicto entre etolios y romanos en el 190 a. C.
Estas negociaciones son descritas en detalle por el historiador griego Polibio (Las Historias, XXI.4-5) y por el historiador romano Tito Livio (La Historia de Roma, XXXVII.6-7).

## Liga Anfictiónica
En 185/184 a. C., Equedemo jugó un papel importante en la reorganización de la Liga Anfictiónica de Delfos.
Este hecho está atestiguado por dos inscripciones, una de Delfos y otra de Atenas.

## Epigramas

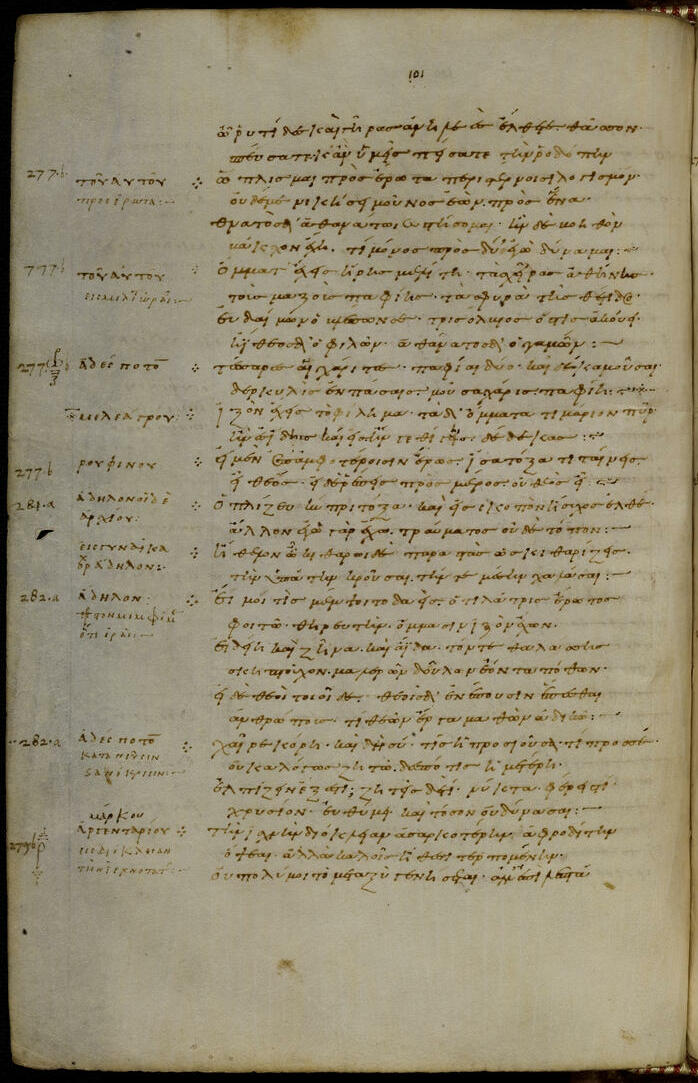
La Antología palatina es un manuscrito del que contiene una colección de poemas y epigramas griegos desde el en adelante. Dos de los epigramas probablemente se refieren a Equedemo.

Equedemo es probablemente el tema principal de dos epigramas de la Antología Palatina, del poeta ateniense Artemón.
En un poema, en el que Equedemo es todavía un niño "en su mejor momento", el poeta está enamorado y le roba un beso:

Mientras Equedemo se asomaba a hurtadillas por su puerta, yo astutamente besé a ese encantador muchacho que está en la flor de la vida. Ahora estoy con miedo, porque vino a mí en un sueño, dándome un escalofrío, y se fue después de darme gallos de pelea, pero en un momento sonriendo, y en otra con ninguna mirada amistosa. Pero he tocado un enjambre de abejas, una ortiga y el fuego?

Se ha interpretado que el temor del poeta se refiere al alto estatus social y al poder de la familia de Equedemo, que podría causar un daño considerable al poeta si sus avances se juzgaran demasiado audaces.
En el segundo poema, en el que Equedemo ha crecido, recibe una serie de cumplidos mucho más elaborados:

Hijo de Leto, hijo de Zeus el Grande, que profiere oráculos a todos los hombres, tú eres el señor de la altura de Delos, bordeada por el mar; pero el señor de la tierra de Cécrope es Equedemo, un segundo Febo ático, a quien el amor de suaves cabellos iluminó con hermosa floración. Y su ciudad, Atenas, antaño dueña del mar y de la tierra, ahora ha convertido a toda Grecia en su esclava por la belleza.

Aquí, se le llama "un segundo Febo ático", siendo Phoebus (literalmente "radiante") un epíteto común de Apolo. Esta comparación es sin duda una referencia a su belleza, pero también podría referirse a un dispositivo personal que más tarde estampó en monedas atenienses. A Equedemo también se le llama "el señor de la tierra de Cécrope ", es decir, señor de Atenas, lo que indica su alta posición social y riqueza. Dos líneas finales, que lamentan la antigua gloria de Atenas, indican la fecha del epigrama a principios del siglo II a. C., cuando el poder cada vez menor de Atenas permitió a los romanos aumentar su influencia en Grecia y el mundo helenístico en general (el conflicto con los etolios por ejemplo). ).

## Moneda

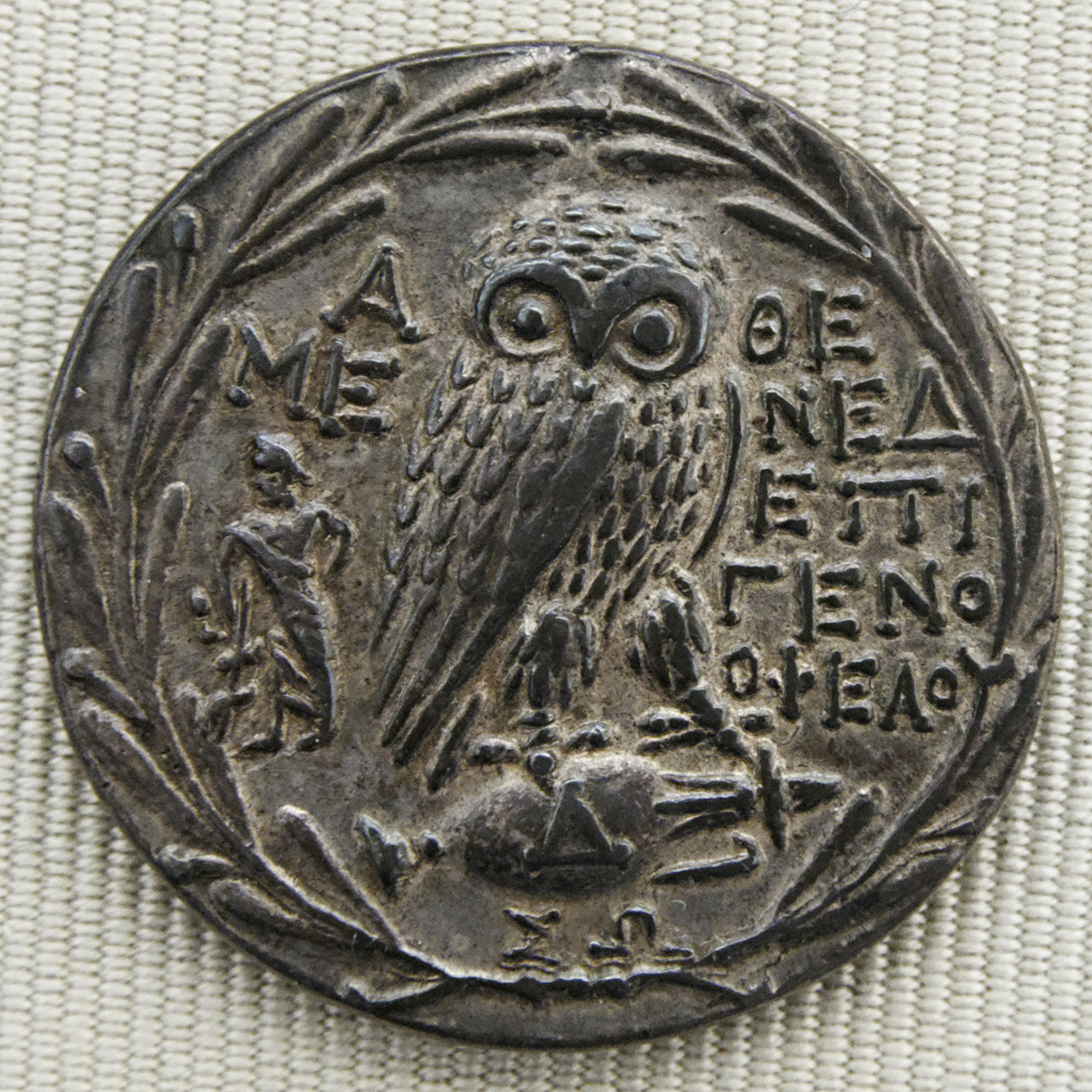
Un ejemplo de un tetradracma de estilo nuevo, repleto de inscripciones y símbolos adicionales.

En algún momento del siglo II a. C., Atenas estableció una nueva iconografía de la acuñación, con el anverso con una cabeza de Atenea y el reverso con un búho con imágenes, símbolos e inscripciones adicionales que identifican, entre otras cosas, a las personas responsables de acuñar las monedas.
Entre estas monedas de estilo nuevo ateniense hay una serie completa con las letras EXE en el reverso, que posiblemente datan del 170 al 169 a. C. Estos se han citado como prueba de que Equedemo era el maestro de la moneda ateniense en ese momento. El cargo de maestro de ceca se otorgaba casi exclusivamente a miembros de la aristocracia ateniense, recibiendo el honor de colocar el nombre y el emblema de uno en las monedas de la ciudad.
Debajo del monograma, las monedas llevan un pequeño dispositivo de una cabeza o busto de Helios, con una corona de rayos sobre una voluminosa cabellera aparentemente rizada. Este emblema podría ser una alusión a la bella apariencia de Equedemo, en paralelo con la comparación con Apolo en un epigrama de Artemón.

## Retrato

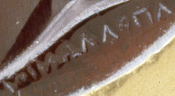
El retrato firmado por Apolonio.

Un retrato en un anillo del Museo de Arte Walters en Baltimore fue identificado tentativamente como el de Equedemo.
El retrato es un grabado granate de alrededor del 220 a. C. Está engastado en un original y anillo giratorio de oro elaborado. La obra se puede fechar con seguridad ya que está firmada por el grabador Apolonio (ΑΠΟΛΛΩΝΙΟ[Σ o Υ]), quien también esculpió y firmó un retrato de un muy joven Antíoco III. Apolonio también podría haber sido responsable de hacer troqueles de monedas para Antíoco III, ya que algunas de sus monedas llevan el monograma ΑΠΟ, aunque esto es objeto de discusión. Varias impresiones de sellos, una de Antíoco III, una de Antíoco IV, y seis de un noble desconocido, excavadas en Seleucia del Tigris en el Irak moderno, todas sin firmar, han sido atribuidas a Apolonio o a su círculo por motivos estilísticos. La influencia de su obra se ha detectado en las monedas de Antíoco III acuñadas en Antioquia. Apolonio fue ciertamente un grabador de primer nivel, pero nada más se sabe de él, ya que su nombre es muy común. Se ha planteado la hipótesis de que sea un ateniense que trabajó durante algún tiempo en las cortes seléucidas y posiblemente en otras cortes helenísticas.
La datación del anillo alrededor del 220 a. C. concuerda con lo que se sabe sobre Equedemo. Sus dos hijos nacieron alrededor del año 200 a. C., por lo que veinte años antes debió ser bastante joven.
Sorprendentemente, se han excavado dos antiguas impresiones parciales de este anillo (o uno muy similar) en la Kallipolis etolia, cerca de la moderna Lidoriki (Grecia). Se encontraron, entre muchos otros retratos, en los sellos de arcilla de la "Casa de los Archivos" que fue incendiada, junto con toda la ciudad, poco después de la Batalla de Pidna en el 168 a. C. Proceden de la correspondencia entre dos prominentes generales etolios (Agetas Lochagou y Lochagos Ageta) y personas importantes de la época, incluido el general romano Escipión el Africano.
Al parecer, el anillo se encontró en Panticapeo (actual Kerch) en Crimea. de ser así, podría haber llegado desde Atenas al Bósforo por varias vías. Atenas dependía en parte en su abastecimiento de cereales de las colonias del Mar Negro, y Equedemo podría haber enviado el anillo como regalo a un rey, un dignatario o incluso un comerciante de la zona durante las negociaciones comerciales. Otra posibilidad era que viajara de vuelta a casa con los mercenarios de la costa septentrional del Mar Negro, de los que se sabe que sirvieron en todo el mundo helenístico, incluso hasta el Egipto ptolemaico.
La identificación no es en absoluto concreta. Otras sugerencias son: un rey incierto, quizás bosporio; un cortesano real, posiblemente Hermias, el primer ministro de Seleuco III; y, dada la ausencia de insignias, un particular. La identificación más antigua con el rey bosporio Asandro (110-17 a. C., gobernó 44-17 a. C.) ha sido refutada desde entonces.